# Alice (assistente virtual)
Alice (em russo:  Алиса (Alisa)) é  assistente pessoal inteligente russo para sistemas operacionais como Android, iOS e Windows  desenvolvido pela Yandex. Alice foi introduzido oficialmente em 10 de outubro de 2017. Além das tarefas comuns, tais como pesquisa na internet ou as previsões meteorológicas, ela também pode executar aplicativos e conversar. Alice também é a assistente virtual usada para o alto-falante inteligente, Yandex Station.

## Desenvolvimento
Uma versão beta de Alice foi lançado em maio de 2017. Mais tarde, uma rede neural baseada em "bate-papo" do mecanismo foi adicionado, permitindo  os usuários a conversar livremente em russo com Alice. O reconhecimento de voz foi considerado especialmente desafiador para a língua russa, devido à sua complexidades gramaticais e morfológicas. Para lidar com isso, Alice foi equipado com o Yandex SpeechKit, que, de acordo com a  taxa de erro de palavras, oferece a mais alta precisão para o reconhecimento de fala russa. A voz de Alice é baseada na voz da atriz russa, Tatyana Shitova.
As solicitações de voz para Alice são processados pelos servidores em nuvem da Yandex  para manter alguns deles com o objetivo de expandir os dados do conjunto de treinamento da Alice. De acordo com Denis Filippov, chefe do Yandex Tecnologias de Fala, a retenção de dados de voz são completamente anônimos e sem qualquer associação com contas de usuários.